# Meall Garbh
Meall Garbh (wymowa gaelicka: [ˈmjaulˠ̪ ˈkaɾav]) – szczyt w paśmie Lawers, w Grampianach Zachodnich. Leży w Szkocji, w regionie Perth and Kinross.